# E. G. Marshall

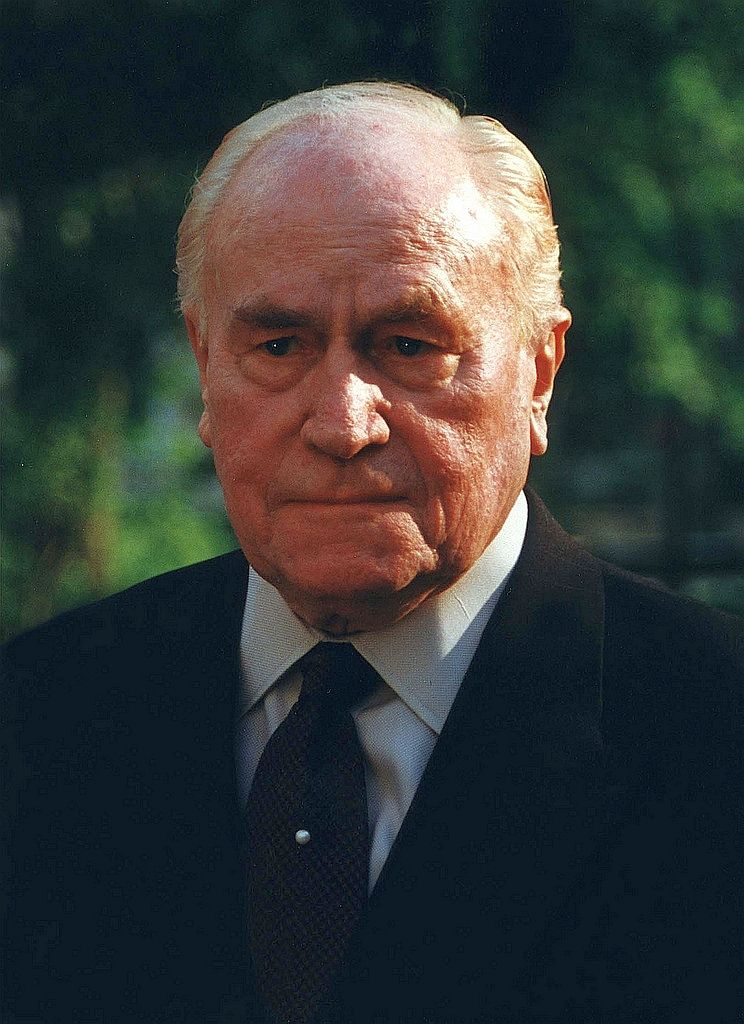
E. G. Marshall (1996)

E. G. Marshall (* 18. Juni 1914 als Everett Eugene Grunz in Owatonna, Minnesota; † 24. August 1998 in Bedford, New York) war ein US-amerikanischer Schauspieler. Marshall arbeitete über sieben Jahrzehnte als Schauspieler und war dabei in allen darstellerischen Bereichen tätig, vom Theater über Film bis hin zu Fernsehen und Hörfunk. Eine seiner bekanntesten Rollen hatte er als Geschworener Nr. 4 im Gerichtsdrama Die zwölf Geschworenen.

## Leben und Karriere
Edward Eugene Grunz wurde im Jahre 1914 – wenige Quellen nennen auch das Geburtsjahr 1910 – als Sohn von Charles G. Grunz (1882–1959) und seiner Ehefrau Hazel Irene (1892–1975) geboren. Seine Großeltern väterlicherseits waren Einwanderer aus Deutschland. Er besuchte das Carleton College sowie die University of Minnesota. Nach seiner Ausbildung begann er 1933 als Schauspieler zu arbeiten und schloss sich einer durch Amerika ziehenden Shakespeare-Schauspielgruppe an. Er nahm den Künstlernamen E. G. Marshall an. Marshall lehnte es bis zu seinem Tod ab, die Bedeutung der Initialen in seinem Künstlernamen zu erklären. Als er einmal in einem Interview darauf angesprochen wurde, sagte er nur: „Everybody's Guess“. Tatsächlich soll er seinen Namen sogar offiziell bei den Behörden in E. G. Marshall umgewandelt haben. Zwischen 1942 und 1981 war Marshall mit mindestens 19 Stücken am Broadway in New York zu sehen. So spielte er in den Originalbesetzungen von Thornton Wilders Wir sind noch einmal davongekommen (1942) und Arthur Millers Hexenjagd (1952). Er spielte ebenfalls in den ersten amerikanischen Aufführungen von Jacobowsky und der Oberst (1944) sowie als Landstreicher Wladimir in Warten auf Godot (1956). Marshall gehörte zu den ersten 50 Mitgliedern des berühmten Actors Studio bei seiner Gründung Ende der 1940er-Jahre.
1945 gab E. G. Marshall in Das Haus in der 92. Straße mit einer kleinen Nebenrolle sein Filmdebüt. In den nächsten Jahren spielte er einige kleinere Filmrollen, ohne jedoch den Durchbruch zu erlangen. Bekannt wurde Marshall Anfang der 1950er-Jahre vor allem durch zahlreiche Gastrollen im amerikanischen Fernsehen. Seine erste bedeutendere Filmrolle hatte er 1954 als Ankläger der Meuterer im Filmdrama Die Caine war ihr Schicksal mit Humphrey Bogart und José Ferrer. 1957 hatte er seine vielleicht berühmteste Filmrolle als kontrollierter und analytischer Geschworener Nr. 4 im Filmklassiker Die zwölf Geschworenen, der den Jungen für schuldig hält und lange gegen Henry Fondas Figur auf sachlicher Ebene argumentiert. Über Jahrzehnte wurde Marshall im Film und Fernsehen häufig als strenge und respektable Autoritätsfigur eingesetzt; etwa als Anwalt, Arzt, Politiker oder General. So verkörperte er im Laufe seiner Filmkarriere gleich mehrere amerikanische Präsidenten. Eine seiner wenigen Hauptrollen hatte er als Agent in der internationalen Filmproduktion Mohn ist auch eine Blume (1966) von Terence Young. In seiner späten Filmkarriere verkörperte er den mürrischen Schwiegervater von Chevy Chase in der Weihnachtskomödie Schöne Bescherung (1988) sowie den zwielichtigen Justizminister John N. Mitchell im Filmdrama Nixon an der Seite von Anthony Hopkins.
Über Jahrzehnte war Marshall zudem ein vielbeschäftigter Schauspieler im amerikanischen Fernsehen. So verkörperte er zwischen 1969 und 1973 einen erfolgreichen Arzt in der Fernsehserie The Bold Ones: The New Doctors. Mitte der 1990er-Jahre übernahm er die Rolle des Dr. Arthur Thurmond in 13 Folgen von Chicago Hope – Endstation Hoffnung. Sein größter Fernseherfolg war vermutlich der erfahrene Anwalt Lawrence Preston in der Anwaltserie Preston & Preston zwischen 1961 und 1965, der mit seinem Sohn – der ebenfalls Anwalt ist – mit damals heiklen Themen wie Schwangerschaftsabbruch, Sterbehilfe und Rassismus konfrontiert wird. Für diese Rolle wurde er zweimal hintereinander mit einem Emmy ausgezeichnet. Kurz vor seinem Tod spielte er in zwei Fernsehfilmen neben Beau Bridges in einer Neuauflage von Preston & Preston erneut Lawrence Preston. Zusätzlich zu seiner Leinwandtätigkeit begleitete Marshall über viele Jahre die CBS-Hörspielserie Radio Mystery Theater als Conférencier.
E. G. Marshall war zeitlebens ein Anhänger der Demokratischen Partei und unterstützte diese auch bei Wahlkämpfen. 1939 heiratete er Helen Wolf, mit der er zwei Kinder bekam. Die Scheidung erfolgte 1953. Er führte eine weitere Ehe mit Emy de Haze Winkelman sowie mit Judith Coy. Marshall und Coy blieben bis zu seinem Tod verheiratet und hatten fünf Kinder. Er verstarb 1998 an Lungenkrebs und wurde auf dem Middle Patent Rural Cemetery in North Castle bei New York begraben. Bis kurz vor seinem Tod hatte er als Schauspieler gearbeitet.

## Filmografie (Auswahl)
- 1945: Das Haus in der 92. Straße (The House on 92nd Street)
- 1946: 13 Rue Madeleine
- 1947: Die Söhne der grünen Hölle (Untamed Fury)
- 1948: Kennwort 777 (Call Northside 777)
- 1949–1958: Studio One (Fernsehserie, 7 Folgen)
- 1950–1957: Kraft Television Theatre (Fernsehserie, 17 Folgen)
- 1950–1955: The Philco Television Playhouse (Fernsehserie, 13 Folgen)
- 1952: Joan of Arc
- 1953–1955: You Are There (Fernsehserie, 12 Folgen)
- 1954: Die Caine war ihr Schicksal (The Caine Mutiny)
- 1954: Die gebrochene Lanze (Broken Lance)
- 1954: Der silberne Kelch (The Silver Chalice)
- 1954: Schachmatt (Pushover)
- 1955: Die linke Hand Gottes (The Left Hand of God)
- 1956: Der Berg der Versuchung (The Mountain)
- 1956: Alle Spuren verwischt (The Scarlet Hour)
- 1957: Die zwölf Geschworenen (12 Angry Men)
- 1957: Die Junggesellenparty (The Bachelor Party)
- 1957: Alfred Hitchcock Presents (Fernsehserie, 1 Folge)
- 1957: Die große Schuld (Man on Fire)
- 1957: Suspicion: Die Bombe im Keller (Four O’Clock) (Fernsehfilm)
- 1958: König der Freibeuter (The Buccaneer)
- 1959: Die Reise (The Journey)
- 1959: Der Zwang zum Bösen (Compulsion)
- 1959–1960: Sunday Showcase (Fernsehserie, 3 Folgen)
- 1961–1965: Preston & Preston (Fernsehserie, 132 Folgen)
- 1961: Stadt ohne Mitleid (Town Without Pity)
- 1966: Mohn ist auch eine Blume (The Poppy Is Also a Flower)
- 1966: Ein Mann wird gejagt (The Chase)
- 1969: Die Brücke von Remagen (The Bridge at Remagen)
- 1969–1973: The Bold Ones: The New Doctors (Fernsehserie, 45 Folgen)
- 1970–1971: Die Leute von der Shiloh Ranch (Fernsehserie, 2 Folgen)
- 1970: Drei Mädchen und drei Jungen (Fernsehserie, 1 Folge)
- 1970: Tora! Tora! Tora!
- 1972: Pursuit (Fernsehfilm)
- 1973: Eine Million fürs Feuer (Money to Burn)
- 1975: The Incredible Machine (Dokumentarfilm, Stimme)
- 1976: Collision Course: Truman vs. MacArthur
- 1978: Innenleben (Interiors)
- 1979: Die Weiche steht auf Tod (Disaster on the Coastliner) (Fernsehfilm)
- 1979: Der Großstadtvampir (Vampire)
- 1980: Superman II – Allein gegen alle (Superman II)
- 1981: Bis zum letzten Schuß (Gangster Wars)
- 1982: Creepshow
- 1982–1983: Falcon Crest (Fernsehserie, 3 Folgen)
- 1983: Kennedy
- 1986: Power – Weg zur Macht (Power)
- 1986: My Chauffeur – Mit Vollgas ins Ehebett (My Chauffeur)
- 1986: Das große Fest (La Gran Fiesta)
- 1986: Bomben auf Washington (Under Sledge)
- 1987: Alfred Hitchcock Presents (Fernsehserie, 1 Folge)
- 1988: Tanner '88 (Fernsehserie, 4 Folgen)
- 1988–1989: Feuersturm und Asche (Fernsehserie, 9 Folgen)
- 1989: Mord ist ihr Hobby (Fernsehserie, 1 Folge)
- 1989: Schöne Bescherung (National Lampoon’s Christmas Vacation)
- 1990: Due occhi diabolici
- 1992: Gewagtes Spiel (Consenting Adults)
- 1994–1995: Chicago Hope – Endstation Hoffnung (Fernsehserie, 13 Folgen)
- 1995: Nixon
- 1997: Absolute Power
- 1997: Defenders – Die Vergeltung (The Defenders: Payback)
- 1998: Die Defenders 2 – Macht des Bösen (The Defenders: Choice of Evils)